# MINDY1
MINDY1 (англ. MINDY lysine 48 deubiquitinase 1) – білок, який кодується однойменним геном, розташованим у людей на короткому плечі 1-ї хромосоми.  Довжина поліпептидного ланцюга білка становить 469 амінокислот, а молекулярна маса — 51 778.
| 10         |  | 20         |  | 30         |  | 40         |  | 50         |
| ---------- |  | ---------- |  | ---------- |  | ---------- |  | ---------- |
| MEYHQPEDPA |  | PGKAGTAEAV |  | IPENHEVLAG |  | PDEHPQDTDA |  | RDADGEARER |
| EPADQALLPS |  | QCGDNLESPL |  | PEASSAPPGP |  | TLGTLPEVET |  | IRACSMPQEL |
| PQSPRTRQPE |  | PDFYCVKWIP |  | WKGEQTPIIT |  | QSTNGPCPLL |  | AIMNILFLQW |
| KVKLPPQKEV |  | ITSDELMAHL |  | GNCLLSIKPQ |  | EKSEGLQLNF |  | QQNVDDAMTV |
| LPKLATGLDV |  | NVRFTGVSDF |  | EYTPECSVFD |  | LLGIPLYHGW |  | LVDPQSPEAV |
| RAVGKLSYNQ |  | LVERIITCKH |  | SSDTNLVTEG |  | LIAEQFLETT |  | AAQLTYHGLC |
| ELTAAAKEGE |  | LSVFFRNNHF |  | STMTKHKSHL |  | YLLVTDQGFL |  | QEEQVVWESL |
| HNVDGDSCFC |  | DSDFHLSHSL |  | GKGPGAEGGS |  | GSPETQLQVD |  | QDYLIALSLQ |
| QQQPRGPLGL |  | TDLELAQQLQ |  | QEEYQQQQAA |  | QPVRMRTRVL |  | SLQGRGATSG |
| RPAGERRQRP |  | KHESDCILL  |  |            |  |            |  |            |

A: Аланін

C: Цистеїн

D: Аспарагінова кислота

E: Глутамінова кислота

F: Фенілаланін

G: Гліцин

H: Гістидин

I: Ізолейцин

K: Лізин

L: Лейцин

M: Метіонін

N: Аспарагін

P: Пролін

Q: Глутамін

R: Аргінін

S: Серин

T: Треонін

V: Валін

W: Триптофан

Кодований геном білок за функціями належить до гідролаз, протеаз, тіолових протеаз, фосфопротеїнів. 
Задіяний у таких біологічних процесах як убіквітинування білків, поліморфізм, альтернативний сплайсинг. 